# 卡爾二世 (黑森-菲利普斯塔爾)
卡爾二世（德語：Karl II. von Hessen-Philippsthal；1803年5月22日—1868年2月12日），末代黑森-菲利普斯塔爾伯爵，1849年至1866年在位。
1866年，由於黑森在普奧戰爭中加入奧地利陣營，戰後黑森-菲利普斯塔爾和黑森選侯國一同被普魯士併吞。

## 家庭
1845年，卡爾和符騰堡的瑪麗結婚，兩人共有兩個兒子：
1. 恩斯特（1846年—1925年）
2. 卡爾（1853年—1916年）